# Сен-Мартен-де-Ку
Сен-Марте́н-де-Ку (фр. Saint-Martin-de-Coux) — коммуна во Франции, находится в регионе Пуату — Шаранта. Департамент коммуны — Шаранта Приморская. Входит в состав кантона Монгион. Округ коммуны — Жонзак.
Код INSEE коммуны — 17366.

## Население
Население коммуны на 2010 год составляло 418 человек.
| 1962 | 1968 | 1975 | 1982 | 1990 | 1999 | 2010 |
| ---- | ---- | ---- | ---- | ---- | ---- | ---- |
| 543  | 504  | 444  | 423  | 398  | 347  | 418  |